# Bouogou
Pour les articles homonymes, voir Boungou.
Bouogou, parfois orthographié Boungou ou Bongou, est une commune rurale située dans le département de Gayéri de la province de la Komondjari dans la région de l'Est au Burkina Faso.

## Géographie
Bouogou est situé à environ 30 km au Nord-Ouest de Gayéri, le chef-lieu du département, et à 7 km à l'Ouest de Bassiéri.

## Santé et éducation
Le centre de soins le plus proche de Bouogou est le centre de santé et de promotion sociale (CSPS) de Bassiéri.